# Lingua waray-waray

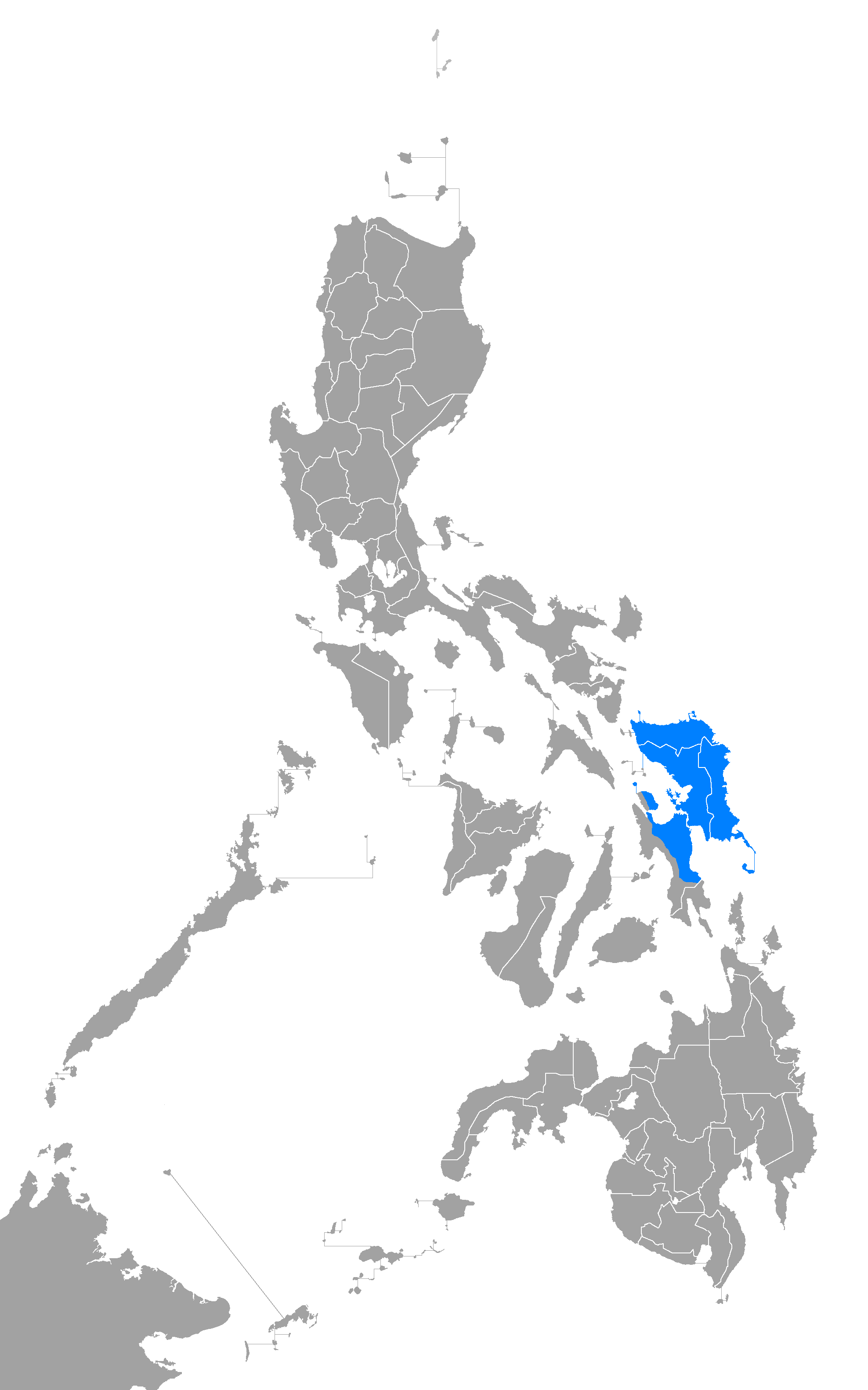
Area in cui viene parlata la lingua Waray-Waray

Il Wáray-Wáray o Waráy (codice ISO 639-2 e ISO 639-3 war), chiamato anche Winaray, è una lingua austronesiana parlata nelle province di Samar, Samar Settentrionale, Samar Orientale, Leyte (porzione orientale) e Biliran nelle Filippine. 
Il gruppo linguistico Waranyon è composto da Waray, Waray Sorsogon e Masbate Sorsogon. Il Waray Sorsogon e il Masbate Sorsogon sono chiamati Bisakol, perché sono una varietà intermedia tra le lingue Bisaya e Birkolano. Tutte le lingue warayan appartengono alle lingue Bisaya e sono imparentate con il cebuano e più strettamente con le lingue Hiligaynon e Masbatenyo.

## Grammatica

### La copula Waray
Il Waray, come altre lingue filippine, non possiede un esatto equivalente della copula italiana costituita dal verbo essere. In Tagalog, per esempio, la frase Siya ay maganda ("Lei è bella") contiene la parola ay che, contrariamente a quanto si potrebbe pensare, non assume la funzione di copula, ovvero non collega il soggetto siya al predicativo maganda. La funzione di ay è piuttosto quella di segnalare un'inversione sintattica, che deve essere vista come una forma letteraria poco comune nel Tagalog parlato. La stessa frase può essere infatti formulata in un altro modo pur mantenendo lo stesso significato: Maganda siya.
La lingua Waray, invece, esprimerebbe la frase "Lei è bella" semplicemente con Mahusay hiya o qualche volta con Mausay iton hiya (iton rappresenta l'articolo determinativo riferito a hiya, lei), poiché il Waray non ha né una copula al presente, né un segnale di inversione sintattica. Come avviene in altre lingue filippine, le frasi attributive sono in genere espresse con il predicativo in posizione iniziale e non hanno la copula. Consideriamo ad esempio la semplice proposizione italiana "Questo è un cane" nella sua traduzione in Waray: Ayam ini. Il predicativo Ayam (cane) è preposto al soggetto ini (questo); non è presente la copula. Un altro esempio: 

Amo ito an balay han Winaray o Binisaya nga Lineyte-Samarnon nga Wikipedia

Asya it an balay han Winaray o Binisaya nga Lineyte-Samarnon nga Wikipedia.

In italiano: "Questa è la pagina Waray/Leyte-Samar Visayan su Wikipedia". Il predicativo Amo ini viene tradotto letteralmente "questa qui", ma il resto della frase rappresenta il suo soggetto, marcato dalla particella an. A differenza del Tagalog, è grammaticalmente impossibile invertire una frase come questa in una forma con soggetto all'inizio senza adoperare l'attuale marcatore Tagalog ay, sempre più diffuso nella lingua delle giovani generazioni. La parola amo è utilizzata solamente in Leyte Waray-Waray. In Samar, viene usato asya (questo).
Malgrado il dibattito riguardante la copula Waray, sarebbe opportuno considerare alcune strutture quali magin (essere), an magin/an magigin (futuro di "essere" o "diventare") e an nagin (passato di "diventare") come equivalenti della copula italiana:

Makuri magin estudyante. (È difficile essere studente.)

Ako it magigin presidente! (Io sarò il presidente!)

Ako an nagin presidente. (Io sono diventato il presidente.)

## Questioni ortografiche
Nonostante la Sanghiran San Binisaya ha Samar ug Leyte (Accademia della lingua Visayan di Samar e Leyte), ormai non più esistente, abbia formulato e suggerito un'ortografia standard, essa non ha mai trovato grande diffusione; pertanto al momento attuale non esiste un'ortografia ufficiale comunemente accettata. Nella fattispecie, possono esistere due diverse trascrizioni della stessa parola, che di solito manifestano differenze solo per quanto riguarda le vocali, ad esempio:
- diri o dire ("no")
- hira o hera ("loro")
- maopay o maupay ("buono")
- guinhatag o ginhatag (passato di "dare")
- direcho o diritso ("a diritto")
- ciudad o syudad ("città")
- espejo o espeho ("specchio")

## Uso
Il Waray-Waray è una delle dieci lingue regionali delle Filippine ufficialmente riconosciute ed è utilizzata anche dal governo locale. La lingua è parlata nelle isole della regione della Visayas Orientale, sebbene sia diffusa anche in alcune parti di Mindanao, Masbate, Sorsogon e Manila, dove migrarono popolazioni Waray. Esiste anche un basso numero di filippini residenti all'estero che parlano questa lingua. Il Waray è largamente utilizzato nei media, soprattutto in radio e in televisione; ne è un buon esempio la versione regionale del telegiornale filippino TV Patrol per la Visayas Orientale (TV Patrol Tacloban) che trasmette in lingua waray. Esiste poi un canale via cavo che trasmette programmi in waray-waray: si tratta di An Aton Channel. La stampa in lingua waray è invece molto rara, perché la maggior parte dei giornali locali è pubblicata in inglese. La lingua viene adoperata anche nelle celebrazioni eucaristiche della Chiesa Cattolica di quella regione. Sono disponibili traduzioni della Bibbia in waray. Le canzoni in waray-waray sono molto apprezzate e vengono continuamente trasmesse sulla radio. Nel 1993, il Mormonismo pubblicò un'edizione in waray del libro An Libro ni Mormon. Oggi molti appassionati della lingua auspicano una sua maggiore diffusione. 

## Suoni
La lingua waray ha sedici consonanti: /p, t, k, b, d, ɡ, m, n, ŋ, s, h, w, l, ɾ, j/. Ci sono tre vocali principali: a [a], i [ɛ ~ i], e u [o ~ ʊ]. [i ~ ɛ] e [ʊ ~ o] suonano allo stesso modo, ma [o] è sempre un allofono di [ʊ] in sillaba finale. Le consonanti /d/ e /ɾ/ in passato erano allofoni, ma oggi non possono sostituirsi a vicenda. Ad esempio, si dice palaron ("essere fortunato") [da palad, "palmo", perché dall'osservazione del palmo della mano si vede chi è fortunato] e non paladon; si dice tagadiín ("da dove") [da diín, "dove"] e non tagariín.

## Numeri
I termini nativi sono usati solamente per i numeri da uno a dieci. Dall'undici in poi, lo Waray-Waray contemporaneo utilizza i numeri spagnoli, poiché i numeri nativi risultano obsoleti per la maggior parte dei parlanti (ad eccezione di gatus e yukot, che significano rispettivamente "cento" e "mille"). Alcuni, specialmente tra gli anziani, usano indistintamente i termini di entrambe le lingue. 

## Testi correlati
- Dictionary English Waray-Waray/Tagalog (2005) by Tomas A. Abuyen, National Book Store, 494 pp., ISBN 971-08-6529-3.